# 1814
| [ Edytuj tabelę ]              | |
| Książę Warszawski              | - 1807 Fryderyk August I 1815 |
| Emir Afganistanu               | - 1809 Mahmud Szah Durrani 1818 |
| Współksiążęta Andory           | - 1814 Francesc Antoni de la Dueña y Cisneros 1816 - 1814 Ludwik XVIII 1815                                                                |
| Prezydent Argentyny            | - 1814 Gervasio Antonio de Posadas 1815 |
| Cesarz Austrii                 | - 1804 Franciszek II Habsburg 1835 |
| Król Bawarii                   | - 1805 Maksymilian I Józef 1825 |
| Sułtan Brunei                  | - 1807 Muhammad Kanzul Alam 1829 |
| Cesarz Chin                    | - 1796 Jiaqing 1820 |
| Król Czech                     | - 1792 Franciszek II Habsburg 1835 |
| Król Danii                     | - 1808 Fryderyk VI 1839 |
| Dalajlama                      | - 1806 Lungtok Gjaco 1815 |
| Władca Egiptu                  | - 1805 Muhammad Ali 1848 |
| Cesarz Francuzów               | - 1804 Napoleon Bonaparte 1814 |
| Prezydent Haiti                | - 1806 Alexandre Pétion 1818 |
| Król Haiti                     | - 1811 Henryk I 1820 |
| Król Hawajów                   | - 1810 Kamehameha I 1819 |
| Król Hiszpanii                 | - 1813 Ferdynand VII 1833 |
| Szach Iranu                    | - 1797 Fath Ali Szah 1834 |
| Państwo Wielkich Mogołów       | - 1806 Akbar Szah II 1837 |
| Król Irlandii                  | - 1760 Jerzy III Hanowerski 1820 |
| Cesarz Japonii                 | - 1779 Kōkaku 1817 |
| Kalif                          | - 1808 Mahmud II 1839 |
| Patriarcha Konstantynopola     | - 1813 Cyryl VI 1818 |
| Władca Korei                   | - 1800 Sunjo 1834 |
| Emir Kuwejtu                   | - 1762 Abd Allah I 1814 - 1814 Dżabir I 1859                                                                                               |
| Książę Liechtensteinu          | - 1805 Jan I 1836 |
| Sułtan Maroka                  | - 1792 Maulaj Sulajman 1822 |
| Książę Monako                  | - 1814 Honoriusz IV 1819 |
| Król Nawarry                   | - 1814 Ludwik XVIII 1824 |
| Król Nepalu                    | - 1799 Girvan Yudha 1816 |
| Premier Nepalu                 | - 1806 Bhimsen Thapa 1837 |
| Król Norwegii                  | - 1784 Fryderyk VI 1814 - 1814 Chrystian VIII Oldenburg 1814 - 1814 Karol II 1818                                                          |
| Sułtan Omanu                   | - 1807 Sa’id ibn Sultan 1856 |
| Papież                         | - 1800 Pius VII 1823 |
| Konsul Paragwaju               | - 1813 José Gaspar Rodríguez de Francia 1814 - 1814 Fulgencio Yegros 1814 - 1814 José Gaspar Rodríguez de Francia 1840                     |
| Książę Parmy i Piacenzy        | - 1814 Maria Ludwika 1847 |
| Król Portugalii                | - 1777 Maria I 1816 |
| Król Prus                      | - 1797 Fryderyk Wilhelm III 1840 |
| Car Rosji                      | - 1801 Aleksander I 1825 |
| Król Saksonii                  | - 1806 Fryderyk August I 1827 |
| Kapitanowie Regenci San Marino | - 1813 Mariano Begni Giovanni Malpeli 1814 - 1814 Federico Gozi Andrea Albertini 1814 - 1814 Lodovico Belluzzi Maria Giuseppe Malpeli 1815 |
| Król Sardynii                  | - 1802 Wiktor Emanuel I 1821 |
| Król Szwecji                   | - 1809 Karol XIII 1818 |
| Król Tajlandii                 | - 1809 Buddha Loetla Nabhalai 1824 |
| Sułtan Turków                  | - 1808 Mahmud II 1839 |
| Prezydent USA                  | - 1809 James Madison 1817 |
| Król Węgier                    | - 1792 Franciszek 1835 |
| Monarcha Wielkiej Brytanii     | - 1760 Jerzy III 1820 |
| Premier Wielkiej Brytanii      | - 1812 Robert Jenkinson 1827 |
| Cesarz Wietnamu                | - 1802 Gia Long 1820 |
| Król Włoch                     | - 1805 Napoleon I 1814 |

Rok 1814 / MDCCCXIV
stulecia: XVIII wiek ~
XIX wiek ~
XX wiek

dziesięciolecia:
1780–1789 •
1790–1799 •
1800–1809 •
1810–1819
• 1820–1829
• 1830–1839
• 1840–1849

lata: 1804 «
1809 «
1810 «
1811 «
1812 «
1813 «
1814
» 1815
» 1816
» 1817
» 1818
» 1819
» 1824

## Wydarzenia w Polsce
- 17 marca – Wrzeszcz został przyłączony do Gdańska.
- 10 kwietnia – VI koalicja antyfrancuska: po rocznym oblężeniu przez wojska prusko-rosyjskie skapitulował francuski garnizon w twierdzy Głogów.
- Wrzesień – zwłoki księcia Józefa Poniatowskiego zostały sprowadzone do Polski. Został pochowany w podziemiach Bazyliki Świętego Krzyża w Warszawie (w roku 1815 zwłoki księcia zostały przeniesione do Krakowa na Wawel).

## Wydarzenia na świecie
- 9 stycznia – powstała Królewska Armia Holenderska (nl. Koninklijke Landmacht).
- 14 stycznia – podpisano Traktat kiloński, układ pokojowy między Szwecją a Królestwem Danii-Norwegii, kończący wojny napoleońskie w Skandynawii.
- 29 stycznia – wojny napoleońskie: bitwa pod Brienne, wojska napoleońskie pokonały wojska pruskie i rosyjskie.
- 1 lutego:
  - VI koalicja antyfrancuska: zwycięstwo wojsk sprzymierzonych w bitwie pod La Rothière.
  - w wyniku wybuchu wulkanu Mayon na filipińskiej wyspie Luzon zginęło ponad 1200 osób.
- 10 lutego – wojny napoleońskie: Francuzi odnieśli zwycięstwo w bitwie pod Champaubert.
- 11 lutego – wojny napoleońskie: wygrana Francuzów nad wojskami prusko-rosyjskimi w bitwie pod Montmirail.
- 12 lutego – wojny napoleońskie: zwycięstwo Francuzów nad armią prusko-rosyjską w bitwie pod Château-Thierry.
- 14 lutego – wojny napoleońskie: zwycięstwo wojsk francuskich nad Prusami w bitwie pod Vauchamps.
- 17 lutego – wojny napoleońskie: zwycięstwo wojsk francuskich w bitwie pod Mormans.
- 18 lutego – wojna z VI koalicją: wojska napoleońskie odniosły zwycięstwo w bitwie pod Montereau.
- Marzec – wojska koalicji antynapoleońskiej zajęły Paryż.
- 3 marca – wojny napoleońskie: skapitulowała francuska twierdza Soissons.
- 7 marca – wojny napoleońskie: zwycięstwo wojsk francuskich nad prusko-rosyjskimi w bitwie pod Craonne.
- 9-10 marca – wojny napoleońskie: wojska prusko-rosyjskie zwyciężyły w bitwie pod Loan.
- 13 marca – wojny napoleońskie: zwycięstwo wojsk francuskich nad korpusem prusko-rosyjskim w bitwie pod Reims.
- 19 marca – VI koalicja antyfrancuska: zwycięstwo wojsk koalicji w bitwie pod Vic-en-Bigorre.
- 20 marca – VI koalicja antyfrancuska: rozpoczęła się bitwa pod Arcis-sur-Aube, między armią napoleońską i austriacką.
- 21 marca – VI koalicja antyfrancuska: zakończyła się nierozstrzygnięta francusko-austriacka bitwa pod Arcis-sur-Aube.
- 25 marca – VI koalicja antyfrancuska: zwycięstwo wojsk koalicji w bitwie pod Fère-Champenoise.
- 27 marca – wojny z Indianami: armia amerykańska pokonała Krików w bitwie nad Horseshoe Bend.
- 30 marca – wojny napoleońskie: wojska koalicji rozpoczęły atak na Paryż.
- 31 marca – wojny napoleońskie: wojska koalicji antyfrancuskiej zdobyły Paryż.
- 1 kwietnia – w Fontainebleau cesarz Napoleona I pożegnał się z wojskiem.
- 6 kwietnia – VI koalicja antyfrancuska: pierwsza abdykacja cesarza Napoleona I na rzecz swego syna, króla Rzymu Napoleona II Bonaparte. W odpowiedzi koalicja zażądała abdykacji bezwarunkowej do której doszło 11 kwietnia.
- 10 kwietnia – wojny napoleońskie: zwycięstwo wojsk brytyjsko-hiszpańsko-portugalskich w bitwie pod Tuluzą.
- 11 kwietnia – bezwarunkowa abdykacja Napoleona. Władzę przejął Ludwik XVIII.
- 4 maja – na Elbę przypłynął statek ze skazanym na zesłanie Napoleonem Bonaparte.
- 5 maja – wojna brytyjsko-amerykańska: brytyjski desant spalił amerykański Fort Ontario.
- 16 maja – wojna o niepodległość Argentyny: zwycięstwo floty argentyńskiej nad hiszpańską w bitwie morskiej koło Montevideo.
- 17 maja – w Eidsvoll uchwalono konstytucję niepodległej Norwegii.
- 23 maja – w Wiedniu odbyła się premiera ostatecznej wersji jedynej w dorobku Ludwiga van Beethovena opery Fidelio.
- 29 maja – Hamburg został wyzwolony spod trwającej od 1806 roku okupacji francuskiej.
- 30 maja:
  - zawarto pokój paryski pomiędzy Francją a państwami VI koalicji antyfrancuskiej. Granice Francji zostały przywrócone do stanu z roku 1792.
  - Honoriusz IV Grimaldi został księciem Monako.
- 4 czerwca – król Francji Ludwik XVIII nadał Kartę Konstytucyjną.
- 3 lipca – wojna brytyjsko-amerykańska: Amerykanie starli się z Brytyjczykami pod Fort Erie.
- 5 lipca – wojna brytyjsko-amerykańska: bitwa pod Chippewa.
- 25 lipca – wojna brytyjsko-amerykańska: Brytyjczycy starli się z Amerykanami pod Lundy’s Lane.
- 7 sierpnia – Pius VII zdecydował o wznowieniu działalności zakonu jezuitów.
- 9 sierpnia – podpisano traktat pokojowy w Fort Jackson, kończący wojnę USA z Krikami.
- 13 sierpnia – w Londynie podpisano traktat brytyjsko-holenderski, na mocy którego zostały zwrócone holenderskie kolonie anektowane przez Brytyjczyków w trakcie wojen napoleońskich. Jednocześnie Holandia sprzedała Wielkiej Brytanii m.in. Gujanę Brytyjską i prowincję Przylądka Dobrej Nadziei.
- 14 sierpnia
  - podpisano układ o utworzeniu unii szwedzko-norweskiej.
  - w mediolańskiej La Scali odbyła się premiera opery Turek we Włoszech Gioacchino Rossiniego.
- 24 sierpnia – wojna brytyjsko-amerykańska: wojska brytyjskie odniosły zwycięstwo w bitwie pod Bladensburgiem, co pozwoliło im na zdobycie Waszyngtonu i spalenie Białego Domu, Kapitolu i innych budynków rządowych w mieście.
- 11 września – wojna brytyjsko-amerykańska: bitwa pod Plattsburghiem.
- 13 września – wojna brytyjsko-amerykańska: zwycięstwo Amerykanów w bitwie pod Baltimore.
- 14 września – Francis Scott Key napisał tekst pieśni Gwiaździsty Sztandar, będącej obecnie hymnem USA.
- 18 września – rozpoczął się kongres wiedeński.
- 2 października – zwycięstwo Hiszpanów nad powstańcami chilijskimi w bitwie pod Rancagua.
- 29 listopada – w Londynie rozpoczęto drukowanie The Times, jako pierwszej gazety na świecie, na cylindrycznej maszynie konstrukcji Friedricha Koeniga.
- 24 grudnia – podpisano pokój gandawski kończący wojnę brytyjsko-amerykańską.
- Joseph von Fraunhofer dokonał analizy widmowej światła Słońca i gwiazd.

## Urodzili się
- 1 stycznia – Hong Xiuquan, chiński przywódca powstania tajpingów (zm. 1864)
- 6 stycznia – August Chapdelaine, francuski misjonarz, męczennik, święty katolicki (zm. 1856)
- 17 stycznia – Ludwik Mierosławski, działacz polityczny (zm. 1878)
- 20 stycznia - David Wilmot, amerykański prawnik, polityk, abolicjonista, senator ze stanu Pensylwania (zm. 1868)
- 24 stycznia - Helena Luiza Elżbieta, księżniczka Mecklenburg-Schwerin (zm. 1858)
- 12 lutego – Amatore Sciesa, lombardzki patriota okresu włoskich wojen o niepodległość, stracony przez Austriaków (zm. 1851)
- 20 lutego – Maciej Stęczyński, poeta, podróżnik i rysownik (zm. 1890)
- 22 lutego – Oskar Kolberg, etnograf, muzyk i kompozytor (zm. 1890)
- 9 marca – Taras Szewczenko (ukr. Тарас Григорович Шевченко), ukraiński poeta narodowy, malarz (zm. 1861)
- 11 marca – Ludwik z Casorii, włoski franciszkanin, święty katolicki (zm. 1885)
- 18 marca - Bogusława Mańkowska, polska pisarka, pamiętnikarka (zm. 1901)
- 14 maja – Szymon Berneux, francuski misjonarz, biskup, męczennik, święty katolicki (zm. 1866)
- 30 maja – Michaił Bakunin (ros. Михаи́л Алекса́ндрович Баку́нин), rosyjski myśliciel i rewolucjonista, teoretyk anarchizmu (zm. 1876)
- 21 czerwca – Paweł Bryliński, rzeźbiarz ludowy (zm. 1890)
- 19 lipca – Samuel Colt, amerykański wynalazca i konstruktor broni palnej (zm. 1862)
- 13 sierpnia – Anders Jonas Ångström, szwedzki fizyk i astronom (zm. 1874)
- 9 września – Alfonsa Maria Eppinger, francuska zakonnica, błogosławiona katolicka (zm. 1867)
- 16 września - Ludwik Ruczka, polski duchowny katolicki, polityk (zm. 1896)
- 13 października - Andrzej Rosicki, polski samorządowiec, prezydent Łodzi (zm. 1904)
- 15 października – Michaił Lermontow (ros. Михаил Юрьевич Лермонтовн), rosyjski prozaik, dramatopisarz i poeta (zm. 1841)
- 17 października – Jakiw Hołowacki (ukr. Яків Федорович Головацький), ukraiński działacz narodowy, badacz galicyjskiego folkloru (zm. 1888)
- 6 listopada – Adolphe Sax, belgijski budowniczy instrumentów muzycznych, konstruktor saksofonu (zm. 1894)
- 14 listopada – błogosławiony Edmund Bojanowski (zm. 1871)
- 16 listopada – Edmund Wasilewski, polski poeta, nauczyciel, piewca Krakowa (zm. 1846)
- 17 grudnia – Hiacynt Łobarzewski, polski botanik, profesor Uniwersytetu Lwowskiego, badacz flory Karpat (zm. 1862)
- 19 grudnia - Maria Antonietta, księżniczka Królestwa Obojga Sycylii (zm. 1898)
- 28 grudnia - Jeremiah Clemens, amerykański polityk, senator ze stanu Alabama (zm. 1865)
- data dzienna nieznana: 
  - Kolumba Kim Hyo-im, koreańska męczennica, święta katolicka (zm. 1839)
  - Askaniusz Nicanore, hiszpański franciszkanin, misjonarz, męczennik, błogosławiony katolicki (zm. 1860)
  - Agata Yi Kan-nan, koreańska męczennica, święta katolicka (zm. 1846)
  - Agata Yi Kyŏng-i, koreańska męczennica, święta katolicka (zm. 1840)

## Zmarli
- 15 stycznia – Filippo Castaldi, włoski malarz, czynny w Polsce (ur. 1730)
- 13 marca – Angelica Schuyler Church, amerykańska socjaldemokratka (ur. 1756)
- 26 marca – Joseph Ignace Guillotin, francuski lekarz (ur. 1738)
- 29 maja – Józefina de Beaunarhais, żona Napoleona I (ur. 1763)
- 19 lipca – Matthew Flinders, angielski podróżnik i żeglarz (ur. 1774)
- 7 listopada – Piotr Wu Gousheng, chiński męczennik, święty katolicki (ur. 1768)
- 2 grudnia – Donatien-Alphonse-François de Sade, francuski pisarz od którego pochodzi nazwa sadyzm (ur. 1740)

## Święta ruchome
- Tłusty czwartek: 17 lutego
- Ostatki: 22 lutego
- Popielec: 23 lutego
- Niedziela Palmowa: 3 kwietnia
- Wielki Czwartek: 7 kwietnia
- Wielki Piątek: 8 kwietnia
- Wielka Sobota: 9 kwietnia
- Wielkanoc: 10 kwietnia
- Poniedziałek Wielkanocny: 11 kwietnia
- Wniebowstąpienie Pańskie: 19 maja
- Zesłanie Ducha Świętego: 29 maja
- Boże Ciało: 9 czerwca